# Vávra Suk
Vávra (Vavrinec) Suk, född 18 mars 1973 i Prag i Tjeckoslovakien, är en svensk politiker och skribent. Efter att en period varit aktiv i Sverigedemokraterna, var han 2001 med och grundade Nationaldemokraterna. Där var han bland annat partisekreterare, men lämnade partiet 2012. 
Suk var under flera år chefredaktör för Nationaldemokraternas tidning Nationell Idag, fram till 2012. I slutet av samma år blev han chefredaktör på den då nystartade tidningen Nya Tider.

## Familj och uppväxt
Suk kom till Sverige med familj 1981 eftersom hans föräldrar var aktiva i den regimkritiska organisationen Charta 77 och tvingades lämna Tjeckoslovakien detta år. Som ung bodde Suk i stadsdelen Gottsunda i Uppsala. När Suk skulle börja högstadiet, flyttade familjen ut på landet i närheten av Knivsta.
Den 21 december 2019 gifte sig Vávra Suk med Ekaterina Filimonova i Sigtuna rådhus.

## Utbildning
Suk gick naturvetenskaplig linje på Celsiusgymnasiet i Uppsala. Därefter studerade han till civilingenjör inom teknisk fysik på Uppsala tekniska högskola i två år och sedan ytterligare tre år på Kungliga tekniska högskolan i Stockholm.
Suk läste kurser parallellt på Stockholms universitet inom filosofi, kriminologi och antikens kulturer. Suk påbörjade sitt examensarbete på civilingenjörsprogrammet, men slutförde det inte när hans politiska engagemang krävde allt mer av hans tid.

## Karriär
I valrörelsen 1998 engagerade Suk sig i Sverigedemokraterna. Han fick snart ha hand om Sverigedemokratisk Ungdom i Stockholm, blev invald i ungdomsförbundets styrelse och som suppleant i Sverigedemokraternas riksstyrelse.
År 2001 var han med om att grunda Nationaldemokraterna och blev partiets chefsideolog, partisekreterare samt strateg. Samma år grundade han även partiets tidning Nationell Idag, som han var chefredaktör för från hösten 2006 till september 2012. Under hans ledning uppnådde tidningen presstöd 2010. Suk ska ha sparkats som chefredaktör 2012 och tidningens redaktion splittrats då delar av redaktionen följde med Suk till den nya tidningen Nya Tider.
Suk lämnade Nationaldemokraterna i oktober 2012. I november 2012 startade han veckotidningen Nya Tider och blev dess chefredaktör. 2018 medverkar han som journalist i nätpublikationen Free West Media.

## Överfall 2009
Söndagen den 8 februari 2009 deltog Suk i utdelning av tidningen Nationell Idag på Sergels torg i Stockholm. Några timmar senare överfölls han i Hagsätra i södra Stockholm av ett tjugotal maskerade personer beväpnade med stenar och påkar. Suk undkom genom att hoppa in i sin bil, men fick ta emot flera slag i huvudet samt ett stick i högra armen. Attacken rubricerades som mordförsök. AFA tog på sig ansvaret för överfallet.

## Åsikter
Suk var tidigare medlem i Nationaldemokraterna, i vars ideologi etnopluralismen är central.